# Metopoceras duseutrei
Metopoceras duseutrei är en fjärilsart som beskrevs av Charles Oberthür 1922. Metopoceras duseutrei ingår i släktet Metopoceras och familjen nattflyn. Inga underarter finns listade i Catalogue of Life.